# Куртуа, Жан
Жан Куртуа (фр. Jean Courtois; 1767—1836) — французский военный деятель, полковник (1809 год), шевалье (1811 год), участник революционных и наполеоновских войн.

## Биография
Родился в семье адвоката и прокурора Жана Куртуа (фр. Jean Courtois; 1715—) и его супруги Марии Шатен (фр. Marie Elisabeth Chatain; ок.1727—1806). Поступил на службу 11 декабря 1785 года солдатом в пехотный полк Короля. 22 августа 1787 года перевёлся в пехотный полк Эно. 1 декабря 1790 года уволился из армии.
25 августа 1791 года вернулся на службу в 4-й батальон волонтёров Мозеля и был избран капитаном. С 1792 по 1797 годы сражался в рядах Мозельской, Самбро-Маасской и Рейнской армий.
1 сентября 1795 года при переправе через Рейн он первым переплыл реку на лодке с 18 людьми, заставил отступить окопавшегося противника и взял в плен 23 человека, включая офицера, прежде чем присоединиться к стрелкам авангарда, чтобы захватить орудие и войти в Кайзерсверт. 20 февраля 1796 года в ходе второй амальгамы его батальон стал частью 43-й полубригады линейной пехоты полковника Биссона. 10 июля 1796 года он стал свидетелем штурма Фридберга. Генерал Жакопен отдал ему приказ атаковать противника, скопившегося на главной улице. Куртуа решительно атаковал, опрокинул его и заставил отойти, вынудив сложить оружие два батальона австрийцев. В тот день он получил огнестрельное ранение обеих ног. В январе 1797 года перевёлся с полубригадой в состав Итальянской армии Бонапарта. 16 марта 1797 года, пройдя Тальяменто, он принял командование 3-м батальоном своей полубригады, захватил деревню Чивидале и взял большое количество пленных. 30 марта 1797 года при штурме форта Кьюза он с ротой гренадеров 3-го батальона снял гласис этой крепости и сумел там закрепиться. Удостоверение командира батальона он получил от Бонапарта 5 мая 1797 года.
В 1798 и 1800 годах он служил в Английской и Рейнской армиях, прежде чем вернуться в Итальянскую армию. 14 июня 1800 года в битве при Маренго он получил ранение в левое бедро. 25 декабря 1800 года он отличился при переправе через  Минчо, где с смелостью, достойной упоминания, отбил деревню Поццоло. Приказав знаменосцу следовать за ним во главе батальона, он пересёк с ним ров, полный воды, и установил знамя слева от себя: «Товарищи, — сказал он своим солдатам, — вот новая возможность выделиться, давайте идти к славе». Звучит сигнал к атаке, и Куртуа бросается на врага, его батальон следует за ним и австрийцы в одно мгновение свергаются, оставляя деревню и 400 пленных, среди которых 15 офицеров.
22 декабря 1803 года получил звание майора и был назначен заместителем командира 76-го полка линейной пехоты. В 1805 году служил в резервном корпусе маршала Лефевра. В 1809 году он участвовал в кампании в составе Армии Германии. 23 марта 1809 года он был назначен вторым полковником и возглавил 6-ю временную полубригаду. 6 июля 1809 года он командовал полубригадой сводных гренадеров и вольтижёров в сражении при Ваграме и получил два очень тяжёлых ранения. Выпущенный в отставку 30 апреля 1810 года, он умер 4 июля 1836 года в Меце.

## Воинские звания
- Солдат (11 декабря 1785 года);
- Капитан (25 августа 1791 года);
- Командир батальона (5 мая 1797 года);
- Майор (22 декабря 1803 года);
- Полковник (23 марта 1809 года).

## Титулы
- Шевалье Куртуа и Империи (фр. chevalier Courtois et de l'Empire; декрет от 15 августа 1809 года, патент подтверждён 30 августа 1811 года в Компьене)[2][3].

## Награды
Легионер ордена Почётного легиона (25 марта 1804 года)
 Офицер ордена Почётного легиона (16 мая 1809 года)